# Tipula lionota
Tipula lionota là một loài ruồi trong họ Ruồi hạc (Tipulidae). Chúng phân bố ở vùng sinh thái Palearctic và Nearctic.